# Sân bay Matsuyama
Sân bay Matsuyama (松山空港 Matsuyama kūkō) là một sân bay ở Matsuyama, Ehime, Nhật Bản (IATA: MYJ, ICAO: RJOM).  Đường băng sân bay Matsuyama dài 2480 m, bề mặt nhựa đường.

## Các hãng hàng không và các tuyến điểm
Hiện có các hãng hàng không sau đang hoạt động tại sân bay Matsuyama:
- All Nippon Airways (Nagoya-Centrair, Osaka-Itami, Osaka-Kansai, Sapporo-Chitose, Tokyo-Haneda)
- Asiana Airlines (Seoul-Incheon)
- China Eastern Airlines (Shanghai-Pudong)
- Japan Airlines (Fukuoka, Nagoya-Centrair, Tokyo-Haneda)
  - Japan Transocean Air (Okinawa)

## Số liệu thống kê
| Năm  | Tổng lượt khách |
| ---- | --------------- |
| 2000 | 2.674.045       |
| 2001 | 2.666.972       |
| 2002 | 2.736.346       |
| 2003 | 2.633.410       |
| 2004 | 2.640.578       |
| 2005 | 2.693.188       |